# Ahmed Muhtar Pacha
Gazi Ahmed Muhtar Pacha, né le 1er novembre 1839 à Bursa (Empire ottoman) et mort le 21 janvier 1919 à Constantinople (Empire ottoman) est un militaire, astronome, écrivain, enseignant et homme d'État ottoman. 

## Biographie
Il naît à Bursa dans l'actuelle Turquie et suit les cours de l'École militaire ottomane à Constantinople. Il est promu rapidement et devient professeur et directeur de l'école.
Il sert comme officier en 1856 dans la guerre de Crimée puis en 1862 dans la campagne du Monténégro. En 1870-1871, il est chargé de la pacification du Yémen. Il obtient les titres de pacha et müşîr (maréchal) et est nommé en 1873 commandant de la 2e armée de l'Empire ottoman. Il dirige les forces ottomanes lors du soulèvement de 1873 en Bosnie et en Herzégovine. Lors de la guerre russo-turque de 1877-1878, il est chargé des opérations dans la province d'Erzurum. Malgré la victoire finale de l'armée russe, les victoires de Muhtar Pachar sur le front de l'Est lui valent le surnom de Gazi (victorieux).
Il est nommé en 1879 commandant de la frontière gréco-turque avant d'être envoyé en 1885 comme haut-commissaire en Égypte.
Il est promu grand vizir le 22 juillet 1912, en grande partie grâce à son statut de héros militaire mais il démissionne le 29 octobre 1912 à la suite du déclenchement de la première guerre balkanique que son administration et lui n'avaient pas vu venir.
Ahmed Muhtar Pacha meurt le 21 janvier 1919.
Son fils, Mahmud Mukhtar Pacha (en), est un haut gradé de la marine ottomane et a tenu plusieurs portefeuilles ministériels.

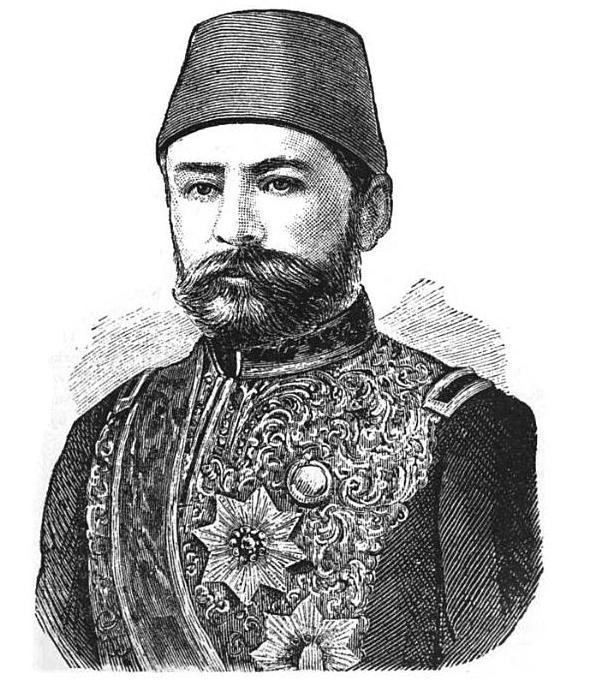
Ahmed Muhtar Pasha